# Liste der Baudenkmäler in Irsee

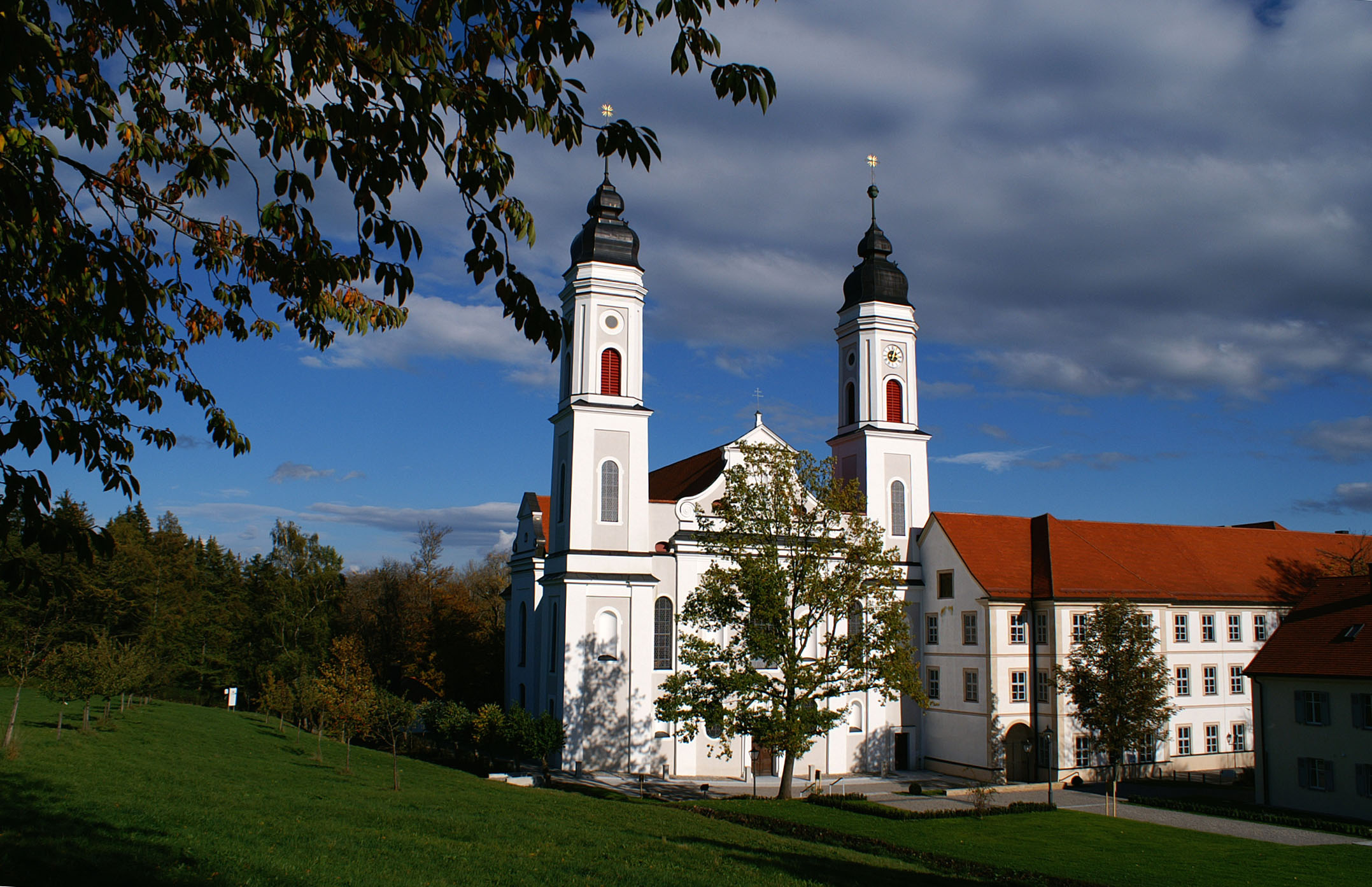
Kloster Irsee

Auf dieser Seite sind die Baudenkmäler in dem schwäbischen Markt Irsee zusammengestellt. Diese Tabelle ist eine Teilliste der Liste der Baudenkmäler in Bayern. Grundlage ist die Bayerische Denkmalliste, die auf Basis des Bayerischen Denkmalschutzgesetzes vom 1. Oktober 1973 erstmals erstellt wurde und seither durch das Bayerische Landesamt für Denkmalpflege geführt wird. Die folgenden Angaben ersetzen nicht die rechtsverbindliche Auskunft der Denkmalschutzbehörde.

## Baudenkmäler nach Ortsteilen

### Irsee
| Lage                                                   | Objekt                               | Beschreibung | Akten-Nr.              | Bild |
| ------------------------------------------------------ | ------------------------------------ | --- | ---------------------- | --- |
| Am Kreuzstein (Standort)                               | Kreuzstein                           | Griechisches Kreuz mit konischen Armen aus Tuffstein, wohl 1703 | D-7-77-139-18 Wikidata | BW |
| Am Schlachtbichel 51 (Standort)                        | Bauernhaus                           | Ehemaliges Bauernhaus, mit Flachdach und Flugpfette, 18./19. Jahrhundert | D-7-77-139-2 Wikidata  | weitere Bilder                                                                                             |
| Gebath-Hang 10 (Standort)                              | Bauernhaus                           | 18. Jahrhundert, rückwärtiger Teil mit Wiederkehr später verändert | D-7-77-139-24 Wikidata | weitere Bilder                                                                                             |
| Kellergasse 2 (Standort)                               | Flachdachhaus                        | Flachdachhaus mit Schopf, verschalte Giebel, im Kern 1. Hälfte 18. Jahrhundert | D-7-77-139-3 Wikidata  | weitere Bilder                                                                                             |
| Kellergasse 6 (Standort)                               | Ehemaliges Pfarrhaus                 | zweigeschossiger Satteldachbau, wohl 17. Jahrhundert | D-7-77-139-4 Wikidata  | Ehemaliges Pfarrhaus                                                                                       |
| Kellergasse 14 (Standort)                              | Ehemaliges Kellergebäude             | zwei- bis dreigeschossiger Satteldachbau am Hang, Kellergeschoss, 18. Jahrhundert, erneuert. | D-7-77-139-5 Wikidata  | Ehemaliges Kellergebäude                                                                                   |
| Klosterring 1, 3, 4, 5, 7, 9, 6, 9 1/2 (Standort)      | Ehemaliges Benediktinerkloster Irsee | Ehemaliges Benediktinerkloster; Klosterkirche Mariä Himmelfahrt, Peter und Paul, jetzt katholische Pfarrkirche, Wandpfeilerkirche mit Zweiturmfassade, 1699–1702 von Franz II Beer errichtet; mit Ausstattung; ehemalige Klostergebäude, Gesamtanlage mit vier Flügeln um den Kreuzhof, zwischen dem Westtrakt sowie dem Osttrakt und der Kirche kurze Verbindungsbauten, Anlage 1707/09 von Franz II Beer errichtet, Westflügel 1727/29, ab 1849 umgestaltet zu Kreisirrenanstalt; ehemalige Klosterbrauerei, dreigeschossige Zweiflügelanlage, 1748 erbaut; ehemalige Klosterschäfflerei, Dreiflügelanlage, 3. Viertel 18. Jahrhundert; ehemalige Klosterstallungen, zweigeschossiger langgestreckter Satteldachbau, 3. Viertel 18. Jahrhundert; ehemalige Klosterbäckerei, sogenannter Neubau, dreigeschossiger Satteldachbau, 1782 von Georg Specht errichtet; ehemaliges Pflegerwohnhaus, Zweiflügelbau mit Walmdach, im Kern 18. Jahrhundert, im 19. Jahrhundert verändert; Nord- und Ostzug der Klostermauer, 18. Jahrhundert | D-7-77-139-6 Wikidata  | weitere Bilder                                                                                             |
| Marktstraße 1 (Standort)                               | Ehemaliges Oberamtshaus              | Satteldachbau, 18. Jahrhundert | D-7-77-139-7 Wikidata  | weitere Bilder                                                                                             |
| Marktstraße 8 (Standort)                               | Ehemaliges Forsthaus                 | Satteldachhaus mit Putzbändern und Blendnische, 2. Hälfte 18. Jahrhundert | D-7-77-139-9 Wikidata  | weitere Bilder                                                                                             |
| Mühlstraße 9 (Standort)                                | Ehemaliges Bauernhaus                | Flachdach auf geständertem Bundwerkkniestock, 18. Jahrhundert | D-7-77-139-10 Wikidata | Ehemaliges Bauernhaus                                                                                      |
| Oberes Dorf 6 (Standort)                               | Friedhofskirche St. Stephan          | Ehemalige Pfarrkirche St. Stephan, jetzt katholische Friedhofskirche, nur Chor und Turm erhalten, letztes Viertel 15. Jahrhundert; mit Ausstattung; Friedhofsmauer, zum Teil spätgotisch, zum Teil 17. Jahrhundert | D-7-77-139-1 Wikidata  | weitere Bilder                                                                                             |
| Oberes Dorf 19 (Standort)                              | Ehemaliges Bauernhaus                | Mittertennbau mit Flachdach und Tennenbundwerk, bezeichnet mit „1730“. | D-7-77-139-11 Wikidata | Ehemaliges Bauernhaus                                                                                      |
| Oberes Dorf 21 (Standort)                              | Ehemaliges Bauernhaus                | zweigeschossiger Mittertennbau mit Satteldach, im Kern um 1730, mit seitlichem Austragsanbau und hakenförmigem Scheunenteil, wohl 2. Viertel 19. Jahrhundert, Veränderungen im 19. Jahrhundert, Dachtragwerk 1921 aufgesteilt. | D-7-77-139-27          | BW |
| Richard-Wiebel-Gässchen 2 (Standort)                   | Wohnhaus                             | Mansardwalmdach, 2. Hälfte 18. Jahrhundert | D-7-77-139-12 Wikidata | Wohnhaus                                                                                                   |
| Schmiedgasse 5 (Standort)                              | Gasthaus                             | stattlicher Satteldachbau, erbaut 1779; zugehörig wohl gleichzeitiges Austragshaus, zweigeschossig mit Satteldach, später einseitig erweitert. | D-7-77-139-13 Wikidata | weitere Bilder                                                                                             |
| Schmiedgasse 10 (Standort)                             | Ehemalige Mühle                      | kleiner dreiflügeliger Bau mit Satteldächern, 2. Viertel 19. Jahrhundert | D-7-77-139-14 Wikidata | Ehemalige Mühle                                                                                            |
| Von-Bannwarth-Straße (am Ortsausgang nach Baisweil) () | Steinkreuz                           | griechisches Kreuz mit konischen Armen, Tuffstein, wohl 1703 | D-7-77-139-17 Wikidata | |
| Wäldle (westlich der Frühlingstraße) (Standort)        | Pestfriedhof                         | angelegt 1628; ca. 400 m südlich des Klosters. | D-7-77-139-16 Wikidata | [[Vorlage:Bilderwunsch/code!/C:47.905,10.575!/D:Wäldle (westlich der Frühlingstraße), Pestfriedhof!/\|BW]] |

### Bickenried
| Lage                    | Objekt  | Beschreibung | Akten-Nr.              | Bild    |
| ----------------------- | ------- | --- | ---------------------- | ------- |
| Bickenried 1 (Standort) | Gutshof | früher Sommerschloss der Äbte von Irsee, auf dem Gelände einer mittelalterlichen Burg: drei symmetrisch angeordnete landwirtschaftliche Gebäude, die die Dreiflügel-Disposition der 1764 errichteten, 1870 durch Brand teilzerstörten Schlossanlage widerspiegeln, letztes Viertel 19. Jahrhundert über Kern des 18. Jahrhunderts; im südlichen Nebenflügel Reste der mittelalterlichen Burg. | D-7-77-139-19 Wikidata | Gutshof |

### Eiberg
| Lage                                                         | Objekt               | Beschreibung                     | Akten-Nr.              | Bild                 |
| ------------------------------------------------------------ | -------------------- | -------------------------------- | ---------------------- | -------------------- |
| Eiberg 6 (500 m nordöstlich, unterhalb des Ortes) (Standort) | Kapelle St. Nikolaus | Neubau von 1741; mit Ausstattung | D-7-77-139-20 Wikidata | Kapelle St. Nikolaus |

### Haslach
| Lage                 | Objekt    | Beschreibung                            | Akten-Nr.              | Bild      |
| -------------------- | --------- | --------------------------------------- | ---------------------- | --------- |
| Haslach 5 (Standort) | Hausfigur | hl. Florian, 1. Viertel 18. Jahrhundert | D-7-77-139-22 Wikidata | Hausfigur |

### Wielen
| Lage       | Objekt               | Beschreibung                  | Akten-Nr.              | Bild                 |
| ---------- | -------------------- | ----------------------------- | ---------------------- | -------------------- |
| (Standort) | Kapelle St. Walburga | erbaut 1784; mit Ausstattung. | D-7-77-139-23 Wikidata | Kapelle St. Walburga |

## Ehemalige Baudenkmäler
In diesem Abschnitt sind Objekte aufgeführt, die früher einmal in der Denkmalliste eingetragen waren, jetzt aber nicht mehr. Objekte, die in anderem Zusammenhang also z. B. als Teil eines Baudenkmals weiter eingetragen sind, sollen hier nicht aufgeführt werden. Aktennummern in diesem Abschnitt sind ehemalige, jetzt nicht mehr gültige Aktennummern.

| Lage                           | Objekt | Beschreibung                                          | Akten-Nr.             | Bild |
| ------------------------------ | ------ | ----------------------------------------------------- | --------------------- | ---- |
| Irsee Marktstraße 6 (Standort) |        | Satteldachbau mit Putzbandgliederung, 18. Jahrhundert | D-7-77-139-8 Wikidata |      |